# Antoine de Sartine
Antoine Raymond Jean Gualbert Gabriel de Sartine conte d'Alby (Barcellona, 12 luglio 1729 – Tarragona, 7 settembre 1801) è stato un politico francese.
Fu Tenente Generale della Polizia di Parigi sotto il regno di Luigi XV, e segretario di Stato della Marina Reale sotto il regno di Luigi XVI. Andato in esilio in Spagna agli inizi della Rivoluzione francese, non rientrò mai più in Francia.

## Biografia
Il conte d'Alby  nacque a Barcellona il 12 luglio 1729, figlio di Antoine Sartine,  un finanziere francese la cui famiglia era originaria di Lione, arrivato in Spagna con le truppe del re Filippo V, e che servì come Intendente (ossia governatore) della Catalogna tra il 1726 e il 1744. Sua madre era Caterine Wilts, contessa di Alby, damigella d'onore della Regina di Spagna.

### I primi anni in Francia
Dopo la morte della madre suo padre lo inviò in Francia, dove fu sotto la protezione di Charles Colabeau, un uomo d'affari amico di suo padre. Frequentò la facoltà di legge di Parigi, e nel 1752 gli fu concesso la lettera di naturalizzazione.  Lo stesso anno diventò, all'età di 23 anni, Consigliere (cioè giudice) presso lo "Châtelet" di Parigi, cioè il tribunale civile e penale della città. Nel 1755 acquistò la carica di Tenente penale, vale a dire di giudice supremo del ramo criminale del tribunale di Parigi. Come risultato dell'acquisto di questo ufficio gli fu concesso il titolo di nobile, ed entrò nella prestigiosa aristocrazia francese. Nel 1759 convolò a nozze con Marie-Anne Hardy du Plessis, nipote di Colabeau.
Da allora entrò nelle grazie della corte di Versailles, e il 21 novembre dello stesso anno fu nominato Tenente generale della polizia di Parigi Nel mese di dicembre subentrò ufficialmente al suo predecessore, Henri Léonard Jean Baptiste Bertin, dopo avergli versato la somma di 175.000 livres che il suo amico Guillaume-Chrétien de Lamoignon de Malesherbes avanzava da lui.

### Tenente generale della Polizia di Parigi
Ricoprì per 15 anni la carica di tenente generale di polizia, ed in pratica fu il vero amministratore della capitale, investito di maggiori poteri rispetto al Prevosto dei mercanti. Come i suoi predecessori era responsabile, non solo dell'ordine pubblico, ma anche della pulizia e della manutenzione delle strade, dell'approvvigionamento alimentare e dell'igiene e della sanità pubblica. Si rivelò subito un amministratore esperto, e l'approvvigionamento alimentare della città migliorò sensibilmente. Insieme con il prevosto dei mercanti Jean-Baptiste Élie Camus de Pontcarré de Viarmes, commissionò la costruzione di un nuovo mercato del grano, la Halle au blé, realizzata tra il 1765 e il 1768.
Durante il suo mandato la pulizia delle strade e l'illuminazione pubblica migliorarono sensibilmente. Instituì una brigata di spazzini e fece installare nelle strade i primi bagni pubblici. Nel 1766, dopo aver lanciato un concorso per un'invenzione che migliorasse l'illuminazione stradale, fece installare le nuove lanterne Réverbère, lampade ad olio dotate di riflettori che, appese sopra il centro delle strade, producevano una luce più abbondante e stabile rispetto alle lanterne a candela utilizzate nei secoli precedenti.
Lo stesso anno fondò la Reale Scuola di Disegno (ora Scuola Nazionale delle Arti Decorative), che insegnava l'arte del disegno e della pittura ai figli delle famiglie delle classi più basse della società.  L'obiettivo era sia quello di formare artigiani e artisti al fine di migliorare la qualità delle industrie di beni di lusso parigine, ma anche di insegnare un mestiere ai giovani poveri, così da impedire loro di vagabondare per le strade e disturbare dell'ordine pubblico. Per la prima volta nella storia di Parigi fece eseguire la mappatura delle cave esistenti sotto la città, molte delle quali minacciavano le fondamenta degli esistenti edifici, ed inoltre ordinò il restauro di quattordici fontane pubbliche,  organizzando anche un servizi di bagnini sulle rive della Senna.
Sotto di lui l'ordine pubblico della capitale fu sempre mantenuto, ad ogni costo, prendendosi molta cura del reclutamento dei commissari di polizia (commissares de police) destinati ad aiutarlo nel suo compito. Tra le altre misure prese, sottopose le guardie notturne alla disciplina militare, mise fine all'abuso della claque nei teatri, e vietò i raduni dei suonatori di corno nelle locande.  Al fine di sopprimere il gioco d'azzardo clandestino che si teneva nei sotterranei della città, autorizzò l'apertura di case da gioco ufficiali, sorvegliate dai suoi agenti e tassate dal Ministero del Tesoro.

### La polizia segreta
I suoi servizi di polizia, in particolare la polizia segreta (Ministère de Surveillance Sècrete) erano i più informati d'Europa e servirono da modello a quelli di molti altri paesi. Aveva agenti e informatori ovunque, sia in città che all'estero, tra cui anche in posti lontani come in America e in India. La sua fama era tale che i governi stranieri richiesero spesso il suo aiuto nella ricerca di latitanti. Una volta un ministro di Maria Teresa d'Austria gli scrisse chiedendogli di arrestare un famoso ladro austriaco che si pensava essere nascosto a Parigi. Sartine rispose al ministro che il ladro in realtà si trovava a Vienna, e gli diede l'indirizzo in cui si nascondeva, nonché una descrizione del travestimento da lui adottato. Egli analizzava personalmente un'enorme quantità di corrispondenza e riceveva i suoi subalterni e commissari di polizia in qualsiasi momento del giorno e della notte, usando anche i ladri pentiti e i condannati graziati come informatori ed agenti segreti. Si fece anche la fama di essere un uomo d'azione, dotato di grande presenza di spirito. In una occasione gli capitò di dover sedare una rissa in Place Maubert, dove incontrò la folla al comando di una compagnia di moschettieri. Togliendosi rispettosamente il cappello disse ai presenti: Signori, siamo venuti qui in nome del Re, ma i nostri ordini sono di sparare soltanto ai farabutti.  La folla si sciolse spontaneamente, senza che fosse sparato un solo colpo di pistola.

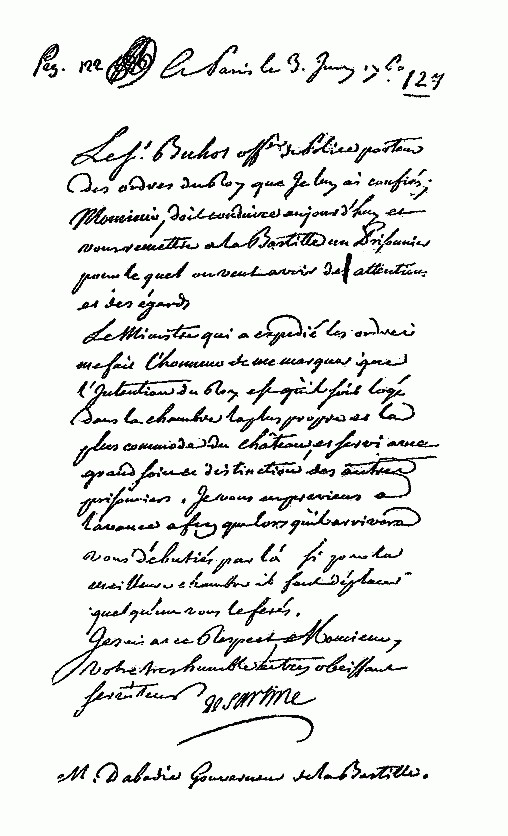
Lettre de cachet emessa da Sartine (1759).

Anche se ammirato dai suoi contemporanei, fu anche molto criticato per l'utilizzo dei suoi altamente efficienti agenti della polizia segreta per spiare, non solo i criminali, ma anche i comuni cittadini. I suoi servizi aprivano lettere private inviate dalle famiglie attraverso la posta, il che al momento era una pratica frequente in Europa. Egli era dunque a conoscenza di tutti i tipi di scandali che avvenivano i città, in particolare di quelli sessuali, e mandava quotidiani rapporti a Luigi XV contenenti i dettagli più osceni e intimi circa cortigiani, ecclesiastici e privati cittadini.  Tali rapporti venivano successivamente catalogati e conservati, in volumi, presso un deposito segreto situato all'interno della fortezza della Bastiglia. La sua polizia politica era nota per l'efficienza nello scoprire agitatori, dissidenti, propagandisti anticlericali, e altre persone percepite come responsabili di creare problemi, che venivano imprigionate senza processo attraverso le Lettre de cachet.
L'Encyclopedia Britannica riporta che una volta egli si vantò con il Re Luigi XV dicendogli che: Sire, quando tre persone parlano tra loro in strada, uno di loro è al mio servizio.

### Altri incarichi
In parallelo alla carriera come Luogotenente generale della polizia di Parigi,  divenne "Maître des requetes" nel dicembre 1759 e consigliere di Stato nel 1767. Tra il 1763 e il 1774 fu direttore della Biblioteca, succedendo al suo amico Malesherbes. Come tale egli era non solo responsabile della gestione della Biblioteca Reale, ma era anche il Censore capo del Regno, responsabile del controllo del commercio librario e della stampa. Come il suo amico Malesherbes, era di idee liberali e sostenne i filosofi dell'Illuminismo, in particolare Denis Diderot e la sua Encyclopédie, che protesse dagli attacchi del partito ecclesiastico.
Fu anche molto vicino al partito del ministro Choiseul, che nel 1770 era stato allontanato dalla corte da Luigi XV con l'ordine di ritirarsi a vita privata nella sua tenuta. Dopo la morte del re, avvenuta nel maggio 1774, a Choiseul fu permesso di tornare a Parigi e il suo partito riguadagnò il favore della corte. In seguito a ciò, il 24 agosto dello stesso anno, Sartine fu nominato Segretario di Stato per la Marina Reale, e dovette lasciare la sua carica di Luogotenente generale della polizia al suo protetto Jean Charles Pierre Lenoir.

### Segretario di Stato per la Marina Reale
Nell'agosto 1774 ereditò dal suo predecessore, Anne Robert Jacques Turgot, una marina forte, risollevata da Choiseul dopo i disastri della Guerra dei Sette Anni, in cui la Francia aveva perso le colonie del Canada, della Louisiana, e quelle in India. Appena assunto l'incarico si circondò di uomini capaci, come il conte de Fleurieu, e incominciò a modernizzare e razionalizzare la Marina Reale.  Nel corso del 1775, dopo il tentativo fallito dal suo predecessore di creare una Scuola della Marina reale a Le Havre, ripristinò le Compagnie delle Guardie di Marina, scuole navali responsabili della formazione, e il cui accesso era strettamente limitato ai figli della nobiltà.
Preparò una serie di Grandi riforme, e il 27 settembre 1776 emanò sette ordinanze che davano la priorità agli ufficiali di marina nella gestione dei porti e dei cantieri navali francesi, a spese degli amministratori civili. Assegnò a de Fleurieu la direzione generale dei porti e dei cantieri navali reali, prestando da subito molta attenzione alle fonderie, creando quella di Indret, vicino a Nantes. Riorganizzò inoltre il corpo di artiglieria navale e quello della fanteria marina.
Mentre il conflitto con l'Inghilterra si profilava all'orizzonte, aumentò il bilancio delle costruzioni navali di quattro volte, il che consentì la costruzione di navi su larga scala quando la Francia entrò nella guerra d'indipendenza americana all'inizio del 1778. Nel giro di un solo anno, nove vascelli di linea furono realizzati nei cantieri navali. Avviò inoltre la costruzione del lungo frangiflutti che protegge il porto di Cherbourg e commissionò la costruzione di bacini di carenaggio a Brest, Rochefort, Lorient e Tolone. Durante i tempi critici della guerra, combatté con successo contro l'insubordinazione nella Marina, in particolare pubblicando una ordinanza nel 1780 che regolamentava l'igiene a bordo delle navi della flotta e cercava di risolvere i problemi di salute degli equipaggi. Attingendo alla sua esperienza nella polizia, usò anche la sua rete di spionaggio nella lotta contro l'Inghilterra. Favorì la creazione di una marina statunitense, operante nelle acque europee, accordando il suo favore al capitano statunitense John Paul Jones fornendogli la fregata Bon Homme Richards.
Il deficit nel bilancio dello stato, aggravato dalla partecipazione della Francia alla guerra, portò ad un conflitto tra il Ministro delle finanze, Jacques Necker, che cercava di limitare le spese, e Sartine, che voleva ampliare ulteriormente la Marina. Necker accusò apertamente Sartine di superare il budget assegnatogli di 20 milioni di livres, e si lamentò duramente con il re Luigi XVI che tale superamento minacciava definitivamente di mandare lo stato in bancarotta. Alla fine il re cedette alle richieste di Necker, e destituì Sartine dal suo incarico il 14 ottobre 1780, sostituendolo con il Marchese de Castries. Per i suoi servigi ricevette una ricompensa di 150.000 livres, e gli fu assegnata una pensione annua di 70.000 livres. Egli non prese bene la sua destituzione, e cercò di giustificare le sue azioni come Ministro della marina scrivendo un pamphlet al vetriolo contro Necker, accusandolo di essersi venduto agli inglesi. L'opinione pubblica non fu convinta del suo operato, e fioccarono contro di lui numerosi giochi di parole ed epigrammi.

### Gli ultimi anni
Fino allo scoppio della Rivoluzione francese condusse vita ritirata a Parigi. Odiato dalle folle rivoluzionarie per il suo precedente incarico di Luogotenente generale della polizia e l'uso delle lettres de cachet usate per imprigionare le persone senza processo, attaccato senza risparmio da Manuel nel suo libro La Police de Paris dévoilée, decise di lasciare Francia poco dopo la presa della Bastiglia, avvenuta il 14 luglio 1789, il che probabilmente gli salvò la vita. Suo figlio Charles Marie Antoine de Sartine, nato nel 1760, che fu Maître des requetes a partire dall'età di 20 anni fino al 1791, scelse di rimanere in Francia, venendo arrestato nel 1794, condannato a morte dal tribunale rivoluzionario, e ghigliottinato il 17 giugno di quell'anno insieme alla sua giovane moglie Charlotte-Rose-Émilie de Sainte-Amaranthe e a sua suocera la contessa de Sainte-Amaranthe.
Antoine de Sartine si rifugiò a Barcellona, dove aveva trascorso la sua infanzia, ed era attivo un circolo di emigrati. Intorno al 1797 si ritirò definitivamente a Tarragona, dove divenne membro del circolo illuminato costituito dall'Arcivescovo Francisco Armaña y Font Qui si spense il 7 settembre 1801, all'età di settantadue anni, senza essere mai ritornato in Francia.

### Periodici
- Michel, Jacques.  Antoine de Sartine, secrétaire d'Etat de la Marine et des Colonies (1774–1780), Neptunia № 155, 1984.